# 瓦斐奥

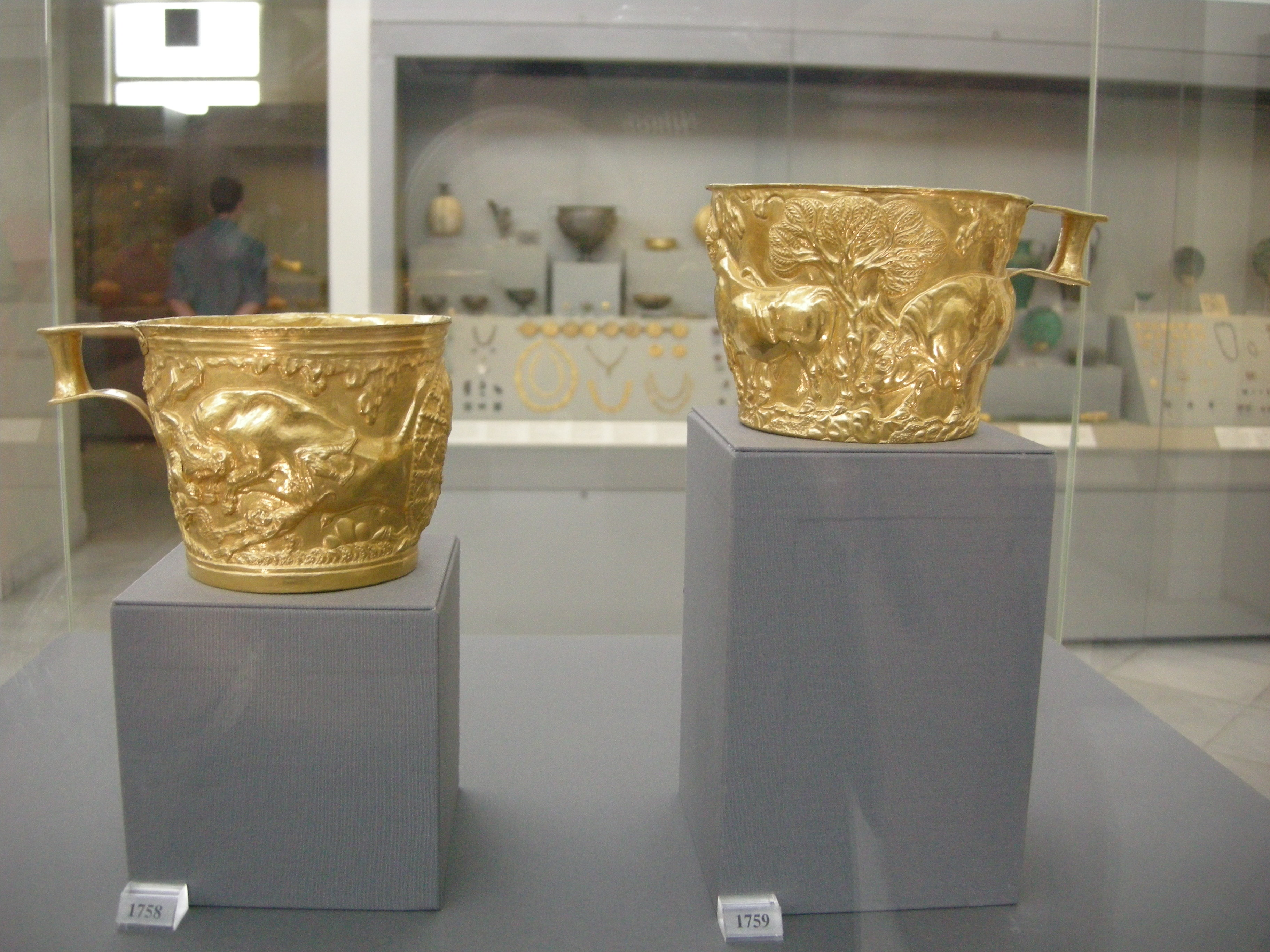
瓦斐奥金杯

瓦斐奥（Vaphio）是希腊拉科尼亚的一个古代遗址，位于埃夫罗塔斯河右岸，斯巴达以南约8公里。它以1889年由发掘出的一座爱琴文明时期的蜂窝墓而闻名。此墓包括有一條約長97呎、有圍牆的通道，通往一個直徑約為33呎的圓頂房間。从墓葬中发掘出大量宝石和紫水晶珠子，以及各种贵金属制的器具，而最精美的则是一对金杯（“瓦斐奥金杯”），上面以浮雕的形式刻有猎牛和牧牛的场景，這個可追溯到公元前1500年的文明是爱琴艺术的杰出典范。
現今所發掘的文物均已存放於雅典國家考古博物館。